# マウロ・ゴイコエチェア
マウロ・ゴイコエチェア（Mauro Goicoechea, 1988年3月27日 - ）は、ウルグアイ出身のサッカー選手。ダヌービオFC所属。ポジションはゴールキーパー。

## 経歴
2006年に母国のダヌービオFCでプロデビュー。2012年8月31日、ASローマへ買い取りオプション付きの期限付き移籍が発表された。
当時のローマ監督ズデネク・ゼーマンはインタビューで「（ゴイコエチェアは）私が好きなゴールキーパーだ」と話している。1シーズンで古巣ダヌービオに戻り、2014年1月、リーガ1のFCオツェルル・ガラツィに2年半の契約で完全移籍した。2015年7月14日、トゥールーズFCに移籍した。

## 代表歴
世代別の代表として、FIFA U-17世界選手権や FIFA U-20ワールドカップに出場した。

## 所属クラブ
- ダヌービオFC 2006-2014

→ ASローマ 2012-2013（期限付き移籍）
- FCオツェルル・ガラツィ 2014
- FCアロウカ 2014-2015
- トゥールーズFC 2015-2021
- CAボストン・リーベル 2022
- ダヌービオFC 2023-